# Diga di Dodurga
La diga di Dodurga è una diga della Turchia.